# Fritz Kitzing
Fritz Kitzing (* 28. Dezember 1905 in Neuruppin; † 1987) war ein deutscher Buchhändler und während des Nationalsozialismus Gefangener in den Konzentrationslagern Lichtenburg und Sachsenhausen.

## Leben
Ab Mitte der 1920er-Jahre wohnte Kitzing in Berlin und war dort als Buchhändler tätig. In der Öffentlichkeit trat er in dieser Zeit als Cross-Dresser auf. Beschuldigt, er fordere „in auffälliger Weise zur Unzucht auf“, wurde Kitzing erstmals 1933 verhaftet. Aus der Einweisung in ein Arbeitshaus gelang ihm im März 1934 die Flucht nach London. Dort wurde er wegen sogenannter Sittlichkeitsvergehen verurteilt und zurück in den NS-Staat abgeschoben.
Im Februar 1936 wurde der Gestapo „vertraulich mitgeteilt, dass im Berliner Westen ein Transvestit sein Unwesen treibe“. Am 4. März 1936 verhaftete die Gestapo Kitzing und nahm ihn tags darauf aufgrund von „Gemeingefährlichkeit“ in Schutzhaft, begründet mit „schamlose[m] Treiben der Transvestiten“, obwohl ihm kein juristisches Vergehen nachgewiesen werden konnte. Er wurde am 18. März 1936 in das KZ Lichtenburg deportiert.
Nach mehreren Verlängerungen der Schutzhaft wurde Kitzing am 19. Oktober 1936 in das KZ Sachsenhausen verlegt, wo seine Haft bis zur Entlassung im April 1937 mehrfach verlängert wurde. In den Gestapo-Akten taucht Kitzings Name erst wieder im Frühjahr 1938 auf. Am 29. März wurde er ein drittes Mal festgenommen. Ein Verrat führte zu einer Wohnungsdurchsuchung, bei der die Beamten Briefe über seine Erfahrungen im Konzentrationslager fanden, denen „Greuelpropaganda im Auslande“ unterstellt wurde.
Lange Zeit war über das Verbleiben Kitzings nichts bekannt. Über seine in Südamerika lebende Groß-Nichte ist bekannt geworden, dass Kitzing das NS-Regime überlebte. Er war danach als Antiquitäten-Händler in Berlin tätig und starb 1987.